# PGC 17
UM 15 es una galaxia situada en la constelación de Piscis, cuyas coordenadas son: 
- 00 00 10.4
- +04 55 51

## Situación física
Esta galaxia está ubicada en la constelación de Piscis, próxima a PGC 15. Se encuentra a una distancia aproximada de 400 millones de años luz, y actualmente se nos presenta con corrimiento al rojo, alejándose de nosotros a 8995 kilómetros por segundo. 

## Dimensiones
Dado su tamaño aparente de 0,2 x 0,15 minutos de arco, esta galaxia mide aproximadamente 20.000 años luz de tamaño. 

## Designación
En la Nasa Extragalactic Database (NED) no aparece como PGC 17, sino como UM 015. Se trata de una galaxia muy peculiar, de tipo no definido y color azulado por fotografías.

## Situación visual
En un campo de 2.4 minutos de arco se le puede observar junto con otras pequeñas galaxias y débiles estrellas, por lo que no pasa desapercibida a la vista. Pese a eso, se necesita un telescopio considerablemente potente para poder observarla, pese a eso y aun así, no se puede observar gran cosa.